# Anuncio de servicio público
Un anuncio de servicio público es un mensaje de interés público difundido por los medios de comunicación sin costo alguno, con el fin de aumentar la conciencia pública y cambiar comportamientos. En el Reino Unido, generalmente se les llama película de información pública (PIF); en Hong Kong, son conocidos como anuncios de interés público (API).

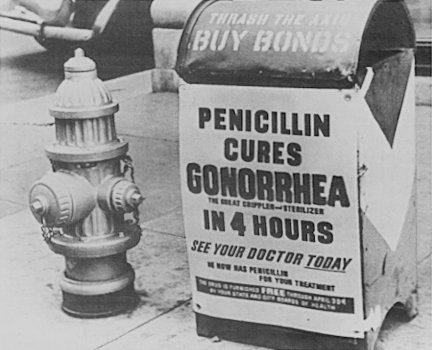
Anuncio público de aproximadamente 1944, durante la Segunda Guerra Mundial, sobre la actividad de la penicilina, uno de los primeros antibióticos comercializados.

## Historia

Durante la Primera Guerra Mundial, en 1917, apareció en Estados Unidos un cartel de reclutamiento de James Montgomery Flagg, “El ejército estadounidense te necesita”, en el que el “Tío Sam” animaba a los reclutas a unirse al ejército.

Los primeros anuncios de servicio público (en forma de películas en movimiento) se realizaron antes y durante los años de la Segunda Guerra Mundial tanto en el Reino Unido como en los Estados Unidos.
En Estados Unidos comienza en 1906, cuando la Asociación Cívica Estadounidense creó el primer anuncio de este tipo, pidiendo la protección de las Cataratas del Niágara de los daños causados por las compañías energéticas. El mayor proyecto de publicidad social antes de la Gran Guerra fue el Día de la Margarita Blanca.
En el Reino Unido, el actor aficionado Richard Massingham fundó Public Relationship Films Ltd. en 1938 como una agencia especializada en la producción de cortometrajes educativos para el público. En las películas, típicamente interpretaba a un personaje torpe que era un poco más tonto que el promedio y a menudo explicaba el mensaje del filme demostrando los riesgos si se ignoraba. Los temas de las películas incluían cómo cruzar la calle, cómo prevenir la propagación de enfermedades, cómo nadar y cómo conducir sin poner en peligro a otros usuarios de la carretera. Durante la guerra, fue encargado por el Ministerio de Información del Reino Unido para producir películas para el esfuerzo bélico. Massingham comenzó a producir películas más largas, tanto para empresas privadas como para el gobierno, después de la guerra.
En los Estados Unidos, el Ad Council (inicialmente llamado War Advertising Council) se estableció en 1941, cuando Estados Unidos entró en la Segunda Guerra Mundial. Comenzó a implementar a gran escala la idea de utilizar la publicidad para influir en la sociedad estadounidense en una variedad de frentes. Sus primeras campañas se centraron en las necesidades del país durante la Segunda Guerra Mundial, como alentar al público estadounidense a invertir sus ahorros en bonos del gobierno.

## Festivales y concursos
Los IAA Responsibility Awards, un festival internacional de publicidad social organizado por la Asociación Internacional de Publicidad (IAA) en 2008 y celebrado anualmente.
Un evento importante en el desarrollo de la publicidad social en Rusia fue el Concurso Nacional Anual de Publicidad Social "Nuevo Espacio de Rusia", establecido en 2006 por el Consejo Nacional de Información Social (MOO). El objetivo del concurso, según los organizadores, es educar la moralidad, promover un pensamiento positivo y constructivo entre el público infantil, juvenil y profesional.
También se celebran regularmente eventos especializados dedicados a la publicidad social. Por ejemplo, en diferentes momentos se organizaron en Rusia festivales como el Festival Internacional Juvenil de Publicidad Social ART.START, el Festival Ruso de Publicidad Social Estudiantil, el Festival de Publicidad Social de Kazán inaugurado en 2009, el Festival de Publicidad Social de Vladímir, entre otros. Desde hace nueve años se lleva a cabo el "Festival de Publicidad Social de Moscú". Desde 2009, en Ekaterimburgo se celebra el Festival Ruso de Publicidad Social Estudiantil GLASS.